# I Wanna Love You
I Wanna Love You (versione censurata di I Wanna Fuck You) è un brano musicale di Akon, con la collaborazione del rapper Snoop Dogg, estratto come secondo singolo dall'album Konvicted, e presente anche nell'ottavo album di Dogg Tha Blue Carpet Treatment.
Il brano è il primo numero uno nella Billboard Hot 100 per Akon, ed il secondo per Snoop Dogg. Inoltre il singolo è arrivato anche alla terza posizione nel Regno Unito ed ha ottenuto un buon riscontro di pubblico più o meno in tutti i paesi in cui è stato pubblicato.
Registrata originariamente sull'album con il titolo I Wanna Fuck You, la parola fuck è stata sostituita con la meno volgare love per la registrazione su CD singolo e per il video. Nel testo sono state censurate anche altre parole ritenute poco adatte come nigga, pussy, dick e titties.
Il video del brano è stato diretto da Benny Boom ed ha debuttato il 17 novembre 2006.
La canzone è stata nominata ai Grammy Award come "migliore collaborazione rap" nel 2008, dove Snoop Dogg ed Akon si sono esibiti nel brano.
Esiste una versione del brano registrata da Akon con Sean Paul.

## Descrizione
Originariamente, la strofa di Snoop Dogg doveva venire interpretata da Plies, però per ragioni commerciali, ciò venne cambiato. Infatti, Plies venne arrestato il 2 luglio 2006 per possesso di armi non certificato, mentre due persone a lui vicine vennero arrestate per tentato omicidio. Plies stava eseguendo un concerto, quando venne informato che il suo show sarebbe stato troncato di 15 minuti, visto che si sarebbe dovuto esibire Boosie Badazz. In risposta, l'entourage di Plies ha sparato alle persone che stavano guardando l'esibizione, risultando in cinque persone ferite. Plies però venne rilasciato di prigione dopo aver pagato 50000 dollari. A questo punto, Akon voleva ancora dare promozione alla sua canzone, però aveva paura che lavorare con Plies dopo un incidente così avrebbe riflettuto male sul suo carattere. Visto che la versione di Snoop aveva già iniziato a circolare non ufficialmente, Akon la rilasciò come singolo. In un'intervista con la radio Hot 97, Akon disse che la strofa di Snoop era, ancor prima di aver raggiunto Plies, stata scritta per Trick Daddy, ma inspiegabilmente, Plies la registrò. Per farsi perdonare, un anno e mezzo dopo Akon partecipò con Plies su Hypnotized, canzone prodotta dallo stesso Akon.

## Tracce
1. I Wanna Love You (Clean) - 4:07
2. I Wanna Love You (Explicit) - 4:07
3. Struggle Everyday - 4:17
4. I Wanna Love You (Video) - 4:07

## Classifiche
| Classifica (2006/2007)     | Posizione più alta |
| -------------------------- | ------------------ |
| U.S. Billboard Hot 100     | 1                  |
| U.S. Hot R&B/Hip-Hop Songs | 3                  |
| U.S. Pop 100               | 1                  |
| U.S. Hot Latin Tracks      | 16                 |
| Regno Unito                | 3                  |
| Bulgaria                   | 1                  |
| Indonesia                  | 7                  |
| Irlanda                    | 2                  |
| Svezia                     | 19                 |
| Norvegia                   | 18                 |
| Polonia                    | 17                 |
| Svizzera                   | 16                 |
| Austria                    | 29                 |
| Lituania                   | 15                 |
| Russia                     | 34                 |
| Repubblica Ceca            | 7                  |
| Brasile                    | 1                  |
| Malta                      | 11                 |
| Germania                   | 14                 |
| Australia                  | 6                  |
| Ungheria                   | 28                 |
| Paesi Bassi                | 21                 |
| Lituania                   | 8                  |
| Belgio                     | 16                 |
| Portogallo                 | 8                  |